# Stiphidiidae
Stiphidiidae es una familia de arañas araneomorfas, que forman parte de los licosoideos (Lycosoidea), una superfamilia formada por once familias entre las cuales destacan por su número de especies las familias Lycosidae, Ctenidae, Oxyopidae y Pisauridae.
Son de medida pequeña (Stiphidion facetum mide unos 8 mm de longitud). Muchas especies son de color castaño con largas patas.

## Distribución
Se encuentran en Australasia y Nueva Caledonia, a excepción de dos especies del género Ischalea, una de Madagascar (I. incerta) y la otra de la isla Mauricio (I. longiceps). 

## Sistemática
Se reconocen los siguientes géneros según WSC:
- Asmea Gray & Smith, 2008 (Nueva Guinea)
- Baiami Lehtinen, 1967 (Australia)
- Barahna Davies, 2003 (Australia)
- Borrala Gray & Smith, 2004 (Australia)
- Cambridgea L. Koch, 1872 (Nueva Zelanda)
- Corasoides Butler, 1929 (Australia)
- Couranga Gray & Smith, 2008 (Queensland, Nueva Gales del Sur)
- Elleguna Gray & Smith, 2008 (Queensland)
- Ischalea L. Koch, 1872 (Madagascar, Mauricio, Nueva Zelanda)
- Jamberoo Gray & Smith, 2008 (Australia)
- Karriella Gray & Smith, 2008 (Oeste de Australia)
- Malarina Gray & Smith, 2008 (Queensland)
- Nanocambridgea Forster & Wilton, 1973 (Nueva Zelanda)
- Pillara Gray & Smith, 2004 (Australia)
- Procambridgea Forster & Wilton, 1973 (Australia)
- Stiphidion Simon, 1902 (Australia, Nueva Zelanda)
- Tartarus Gray, 1973 (Australia)
- Therlinya Gray & Smith, 2002 (Australia)
- Tjurunga Lehtinen, 1967 (Tasmania)
- Wabua Gray & Smith, 2008 (Queensland)